# Лизогуб Семен Семенович
Лизогуб Семен Семенович (1708/1709 — 1781) — український шляхтич, прадід письменника Миколи Гоголя по материній лінії.

## Життєпис
Народився у родині Семена Юхимовича Лизогуба, бунчукового товариша, та Ірини Скоропадської, доньки гетьмана Івана Скоропадського.

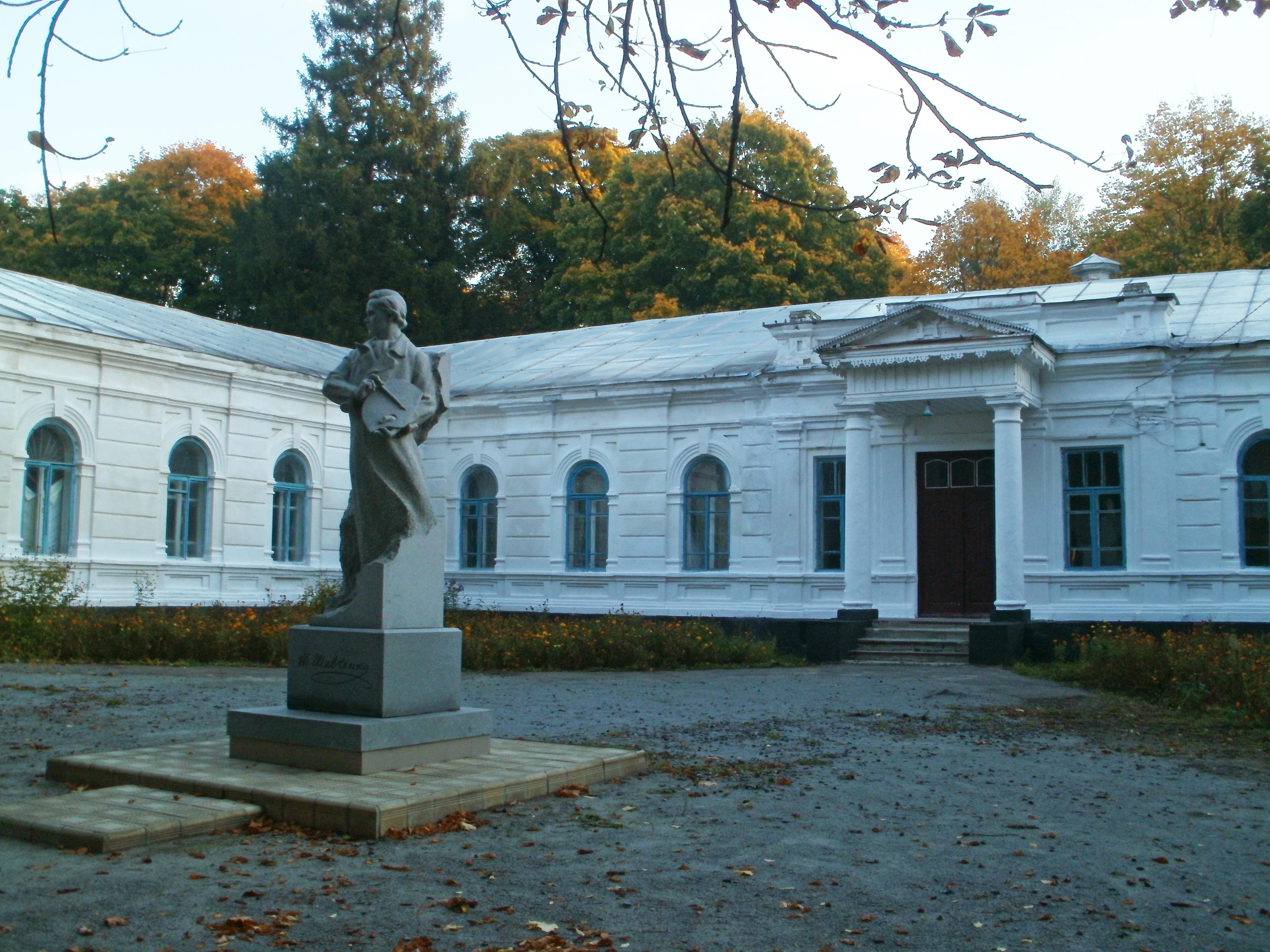
Пам'ятник Тарасу Шевченкові у садибі Лизогуба в Седневі

Навчався у 1720-х роках у Києво—Могилянській академії і був високоосвіченою та релігійною людиною. На відміну від батька не зробив політичної або державної кар'єри. Здебільшого займався розбудовою власного господарства. Значну частину своїх статків витрачав на благодійність. Зокрема, великі кошти віддав для забезпечення навчання дітей з бідних родин. За характером Семен Лизогуб був схильним до забобонів й містицизму. Тому частину грошей витрачав на відповідну літературу та дослідження.

## Родина
Дружиною Семена Семеновича Лизогуба була Ганна Танська, донька Василя Михайловича Танського, переяславського полковника. Донькою Семена Лизогуба була Тетяна Семенівна (1760—1826). Остання була дружиною Опанаса Дем'яновича Гоголя-Яновського. Їхній син Василь — батько Миколи Гоголя.